# Счастливое (Закарпатская область)
Счастливое (укр. Щасливе) — село в Ивановецкой сельской общине Мукачевского района Закарпатской области Украины.
Население по переписи 2001 года составляло 316 человек. Почтовый индекс — 89631. Телефонный код — 3131. Занимает площадь 0,714 км². Код КОАТУУ — 2122784204.

## История
В 1946 году указом ПВС УССР село Серенчевцы переименовано в Счастливое.